# صوفيا ألكسيفنا أميرة روسيا
صوفيا ألكسيفنا (27 سبتمبر [17 سبتمبر بالتقويم القديم] 1657-14 يوليو 3 يوليو بالتقويم القديم] 1704) كانت أميرة روسية حكمت روسيا كوصية على العرش بين عامي 1682-1689. تحالفت مع الأمير فاسيلي غوليتسين، وهو رجل بلاط وسياسي كفؤ بشكل ملحوظ، لتتولى السلطة خلال عدم أهلية أخيها إيفان الخامس وأخيها غير الشقيق بطرس الأول، ومارست وصايتها بيد حازمة. كان نشاط هذه «البوغاتير-تساريفنا» كما أطلق عليها سيرجي سولوفيوف، أكثر استثنائية لأن نساء الطبقة العليا في موسكو، اللواتي كن محصورات في الطابق العلوي (تيريم) ومحجبات وخاضعات للحراسة في الأماكن العامة، كن يُبعدن دائمًا عن أي تدخل علني في السياسة.

## النشأة
كانت صوفيا الابنة الثالثة الباقية على قيد الحياة للقيصر ألكسيس من زوجته الأولى، ماريا ميلوسلافسكايا. كانت الابنة الوحيدة من بين شقيقاتها التي تلقّت تعليمًا على يد سايمون بولوتسكي، الذي علّم أيضًا ورثة القيصر ألكسيس، تساريفيتش أليكسي وتساريفيتش فيودور. انخرطت صوفيا، بعد وفاة أخيها القيصر فيودور الثالث في 27 أبريل 1682، بشكل غير متوقع في عالم السياسة الروسية، محاولة منع أخيها غير الشقيق الأصغر، بيتر أليكسيفيتش البالغ من العمر 9 سنوات، من تجاوز أخيه الأكبر تساريفيتش إيفان البالغ من العمر 16 عامًا ووراثة العرش.

## حياتها العاطفية
لم تكن علاقة صوفيا بالأمير غوليتسين بالضرورة ارتباطًا رومانسيًا. كان لغوليتسين زوجة وعائلة كبيرة في وقت كان فيه البويار (طبقة النبلاء الروسية) ملتزمين بالدوموستروي، وهي مجموعة قواعد الزواج التي تعود إلى عهد إيفان الرابع. أطلقت مذكرات عديدة من أوائل القرن الثامن عشر شائعات حول كون غوليتسين عاشقًا لصوفيا. يرى البعض دليلًا على ذلك في لهجة مراسلات صوفيا معه عام 1689.
لم يكن ممكنًا أن تبدأ علاقة رومانسية بينهما عندما التقيا تحت حكم فيودور. لقد وضع فيودور ثقة كبيرة في غوليتسين، ولا يوجد دليل على أن صوفيا وفاسيلي تصرفا ضد العادات التي كانت ستُبقيهم منفصلين حتى بعد وفاته. لا يوجد أي شك بأي علاقة حتى الرسالة التي ظهرت عام 1689، حتى خلال فترة تولي غوليتسين السلطة.

## الوصاية
انضم المؤمنون القدامى إلى المتمردين في خريف عام 1682، وطالبوا بإلغاء إصلاحات نيكون البطريرك، ونتيجة لذلك، فقدت صوفيا السيطرة على قوات الحرس الستريليتسي غير المستقرة لصالح حليفها السابق الأمير إيفان خوفانسكي. استغل خوفانسكي- بعد أن ساعد صوفيا في مايو- نفوذه بين القوات لإجبار بلاطها على الفرار من الكرملين في موسكو واللجوء إلى دير الثالوث المقدس للقديس سيرغي. طمح المتمردون من الستريليتسي، الذين حرضوا على التمرد، في عزل صوفيا وتنصيب الأمير إيفان خوفانسكي وصيًا جديدًا، وذلك تلبية لرغبتهم المتزايدة في الحصول على تنازلات. استدعت صوفيا ميليشيا النبلاء، وقمعت ما يسمى بخوفانشينا بمساعدة فيودور شاكلوفيتي، الذي خلف خوفانسكي في قيادة جيش موسكو. أسكتت صوفيا الأطراف المعارضة حتى بلغ بيتر سن الرشد، فأعدمت خوفانسكي والرموز الأخرى التي شاركت في محاولة التمرد.
قدمت صوفيا على مدار فترة وصايتها التي دامت سبع سنوات، بعض التنازلات للبوسادات، وخففت من سياسات احتجاز الفلاحين الهاربين، الأمر الذي أثار استياء النبلاء. بذلت أيضًا جهودًا لتعزيز تنظيم الجيش. وانطلاقًا من شغفها بطراز العمارة الباروكية، تحملت صوفيا مسؤولية النهوض بالحيّ الأجنبي، وإنشاء أكاديمية سلافية إغريقية لاتينية، وهي أول مؤسسة تعليم عالٍ روسية.
تشكل سياسة الخارجية الروسية التي صاغها القنصل غوليتسين أهم إنجازات عهد صوفيا، ومن أبرز معالم هذه السياسة معاهدة السلام الأبدي عام 1686 مع بولندا، ومعاهدة نيرتشينسك عام 1689 مع الصين، وحملات القرم ضد تركيا. شهد عهد صوفيا، على الرغم من قيادة الأمير غوليتسين له، إبرام اثنين من أوائل المعاهدات الدبلوماسية الروسية، وشهد نموًا وتقدمًا داخليًا. ورغم إنجازاتها الأخرى، ظل تأثير صوفيا على القيصر الشاب بيتر هو الجزء الأهم تاريخيًا في حكمها، إذ غرس تمرد النبلاء عام 1682 بذور عدم الثقة في قلبه، وهو ما أصبح سمة مميزة لقيادته.